# What's your name?
「What's your name?」（ホワット・ユア・ネーム）は、少年隊の11枚目のシングル。

## 解説
- 少年隊自身通算9曲目のオリコンチャート首位を獲得。
- ミュージカル「PLAYZONE'88 カプリチョ〜天使と悪魔の狂想曲〜」公開と同時期に発売された。
- イントロ部に息を切らせて走ってくる少年隊の3人の荒い呼吸と、ノックした後扉が開く音がそれぞれ収録されている。歌番組で披露される際には、実際に走ってきて肩で息をするという演出が行われた。
- 2020年のベストアルバム『少年隊 35th Anniversary BEST』に収録された。ミュージカルサウンドトラック「PLAYZONE'88 カプリチョ〜天使と悪魔の狂想曲〜」にはインストゥルメンタルバージョンが収録されている。

## 収録曲
Side A
1. What's your name?
作詞：宮下智、作曲・編曲：Jimmy Johnson
2. What's your name?(カラオケ) (シングルカセットのみ)

Side B
1. いけない恋人
作詞・作曲：宮下智、編曲：馬飼野康二
  - アルバム未収録
2. いけない恋人(カラオケ) (シングルカセットのみ)